# Napoleon Bonaparte contra Lazare Hoche
Napoleon Bonaparte contra Lazare Hoche (ondertitel: De wedloop van twee generaals om de toekomst van Europa) is een historisch hoorspel naar werk van Andreas Latzko. Ab Cauvern vertaalde het en de VARA zond het uit op woensdag 26 juli 1939, van 20:45 uur tot 22:00 uur. De regisseur was S. de Vries jr.

## Rolbezetting
- Cruys Voorbergh — Lazare Hoche
- Adolf Bouwmeester — Napoleon Bonaparte
- Jos van Gasteren — Joséphine de Beauharnais
- Max Croiset — Lucien Bonaparte
- Henk Schaer — generaal Carnot
- Elias van Praag — Barras
- Piet te Nuyl — Tallien
- Johan Fiolet — generaal Kleber
- Elias van Praag — generaal Lefebvre
- Daan van Ollefen — generaal Selouillé
- Coen Hissink — generaal Suchet
- Max Croiset — Lucien Delille
- Daan van Ollefen — de president van de rechtbank
- Jan Lemaire sr. — een sluipmoordenaar
- Wim van den Brink — Ouvrard, een bankier
- Johan Fiolet — een sergeant
- Hetty Beck & Rolien Numan — twee vrouwen in de gevangenis
- Eva Janssen — een meisje
- soldaten, koeriers, gevangenisbewaarders, mannen en vrouwen

## Inhoud
In 1769 wordt niet alleen Napoleon Bonaparte geboren, de toekomstige keizer van Frankrijk, maar ook de toekomstige generaal Lazare Hoche. Op zestienjarige leeftijd beginnen ze beiden hun militaire loopbaan. Bonaparte wordt vanuit de Hogere Krijgsschool te Brienne als tweede luitenant aangesteld, terwijl de even oude Lazare Hoche – die als vrijwilliger dienst genomen heeft – niet tot de officiersrang kan geraken, omdat hem de eerste en onmisbare voorwaarde ontbreekt: de adellijke afkomst.
Na twee jaar dienst heeft Hoche reeds de rang van sergeant bereikt, als het uitbarstende onweer van de grote Revolutie alle hindernissen van zijn proletarische afkomst terzijde vaagt. Na de val van de Bastille begint de ongelijke wedloop tussen de ongeletterde, tot tweede luitenant bevorderde Lazare Hoche en de gestudeerde eerste luitenant Napoleon Bonaparte, die met al zijn wetenschap, kennis en genie voorlopig ver bij Hoche achterblijft. Op zijn vierentwintigste jaar is Hoche al drie ronden vooruit. Hij is tot bataljonscommandant bevorderd, terwijl Napoleon, die pas kapitein is, ongeduldig zijn kans afwacht. Dan ziet het er plotseling naar uit dat zijn concurrent Hoche zich te pletter zal lopen door zijn onstuimige temperament. In het jaar 1793 namelijk vinden we de jeugdige bataljonscommandant zonder degen, door twee soldaten van de Nationale Garde met de bajonet op het geweer bewaakt, voor het Tribunal Révolutionnaire van het Franse stadje Dowaai (Douai)…